# Daisy (propaganda)
"Daisy", às vezes referida como "Daisy Girl" ou "Peace, Little Girl", é um anúncio político americano que foi ao ar na televisão como parte da campanha presidencial de Lyndon B. Johnson em 1964. Embora tenha ido ao ar apenas uma vez, é considerado um dos fatores mais importantes na vitória esmagadora de Johnson sobre o candidato do Partido Republicano, Barry Goldwater, e um ponto de virada na história política e publicitária. Uma parceria entre a agência Doyle Dane Bernbach e Tony Schwartz, o anúncio "Daisy" foi projetado para transmitir as posições anti-guerra e antinucleares de Johnson. Goldwater foi contra o Tratado de Proibição de Testes Nucleares, e sugeriu o uso de armas nucleares na Guerra do Vietnã, se necessário. A campanha de Johnson usou os discursos de Goldwater para insinuar que ele travaria uma guerra nuclear.
O comercial começa com Monique Corzilius, de três anos, parada em uma campina, colhendo as pétalas de uma margarida enquanto conta de um a dez incorretamente. Depois de chegar a "nove", ela faz uma pausa e uma voz masculina estrondosa é ouvida contando os números de trás para frente a partir de "dez", de maneira semelhante ao início de uma contagem regressiva de lançamento de míssil. Um zoom do vídeo ainda se concentra no olho direito da menina até que sua pupila preencha a tela, que é então substituída pelo flash e pelo som de uma explosão nuclear. Uma narração de Johnson afirma enfaticamente: "Essas são as apostas! Fazer um mundo onde todos os filhos de Deus possam viver, ou ir para a escuridão. Devemos amar uns aos outros, ou devemos morrer."
O anúncio foi retirado após sua transmissão inicial, mas continuou a ser reproduzido e analisado pela mídia, incluindo noticiários noturnos, talk shows e agências de transmissão de notícias. A campanha de Johnson foi amplamente criticada por usar a perspectiva de uma guerra nuclear e insinuar que Goldwater iniciaria uma para assustar os eleitores. Vários outros comerciais de campanha de Johnson atacariam Goldwater sem se referir a ele pelo nome. Outras campanhas adotaram e usaram o comercial "Daisy" desde 1964.

## Contexto

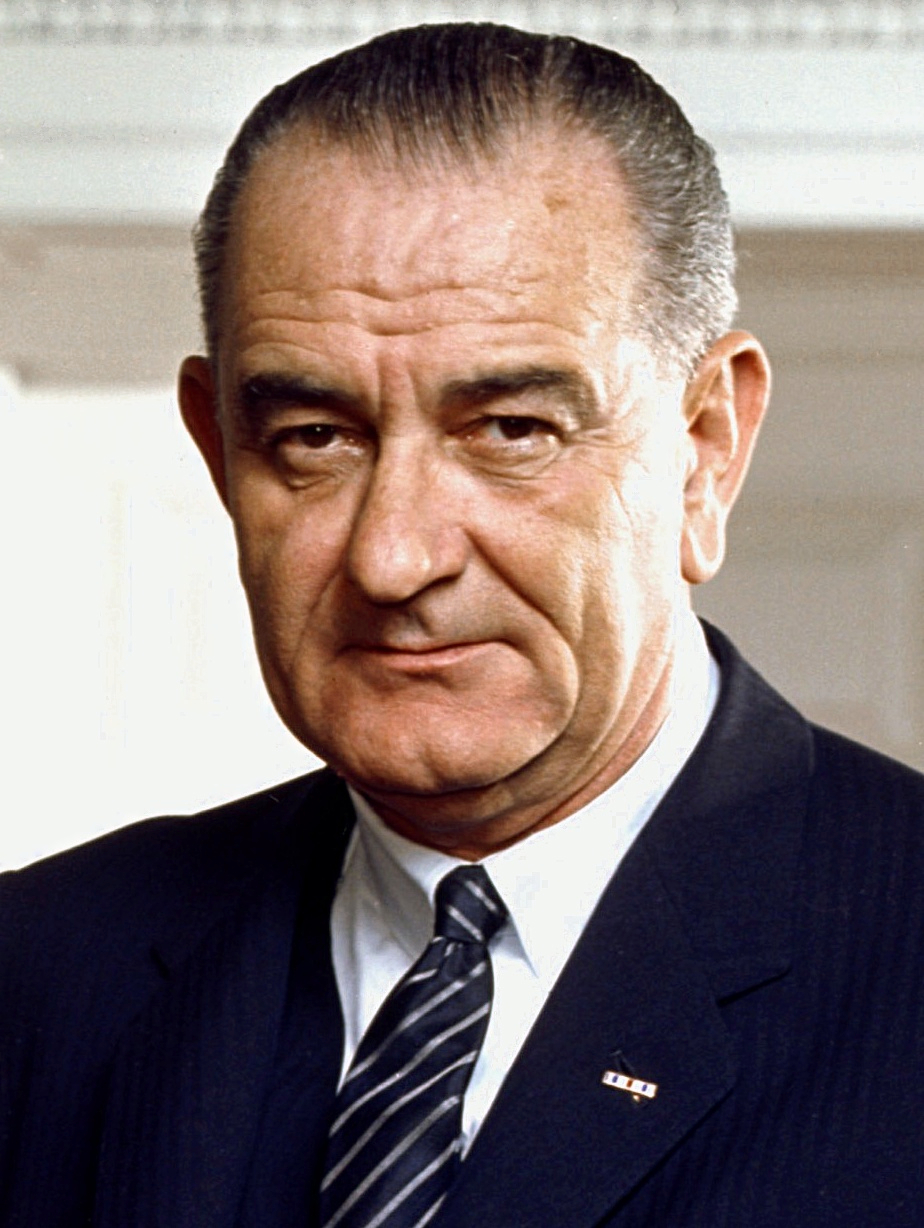
Lyndon B. Johnson em dezembro de 1963

Após o assassinato de John F. Kennedy, o vice-presidente Lyndon B. Johnson foi empossado como presidente dos Estados Unidos em novembro de 1963. Muitos viam Johnson como um político implacável, eficaz em fazer com que a legislação fosse aprovada. Durante seu mandato como líder democrata no Senado, ele foi referido como "Mestre do Senado". Ele costumava usar técnicas retóricas, incluindo o famoso "Tratamento de Johnson", para angariar votos no Senado. Em julho de 1964, ele instou com sucesso o Congresso a aprovar a Lei dos Direitos Civis.
Na eleição presidencial de 1964, Johnson enfrentou a oposição do candidato republicano à presidência, Barry Goldwater. No rescaldo da Crise dos Mísseis de Cuba, a guerra nuclear foi uma das questões centrais da campanha. Uma pesquisa de opinião pública realizada em 1963 mostrou que 90% dos entrevistados acreditavam que uma guerra nuclear era possível e 38% achavam que era provável. No mesmo ano, Goldwater votou contra a ratificação do Tratado de Proibição de Testes Nucleares, que acabou sendo aprovado pelo Senado por 80 votos a 14. Goldwater fez campanha com uma mensagem de direita de cortar programas sociais e seguir uma política militar agressiva. Ao contrário das políticas de Johnson, ele sugeriu o uso de armas nucleares na Guerra do Vietnã, se necessário. A campanha de Johnson usou os discursos de Goldwater e suas posições políticas extremas para sugerir que ele estava disposto a travar uma guerra nuclear. Eles o retrataram como um extremista perigoso, zombando notavelmente de seu slogan de campanha "Em seu coração, você sabe que ele está certo" com o contra-slogan "Em suas entranhas, você sabe que ele é louco".
Uma pesquisa de opinião pública em agosto mostrou que as realizações de Johnson no cargo provavelmente renderiam a ele apenas um apoio limitado na campanha. Goldwater publicou um anúncio de ataque no qual um grupo de crianças recitou o Juramento de Fidelidade até que suas vozes fossem abafadas por Nikita Khrushchev, o então líder soviético, proclamando "Vamos enterrá-lo! Seus filhos serão comunistas!" A campanha de Johnson usou várias técnicas retóricas na campanha. Eles enfatizaram o extremismo de Goldwater e os perigos de confiar a ele os poderes da presidência. Jack Valenti, um assistente especial de Johnson, sugeriu que "nossa principal força não está tanto no voto a favor de Johnson, mas no voto contra Goldwater".

## Criação
Antes de 1964, os anúncios de campanha eram quase sempre positivos. O candidato adversário ou suas políticas raramente eram mencionados. Em meados de junho, John P. Roche, presidente do Americans for Democratic Action (ADA), um grupo de defesa progressista, escreveu uma carta a Bill Moyers, secretário de imprensa de Johnson, dizendo que Johnson estava em uma "posição estratégica maravilhosa", e que eles poderiam executar um "ataque selvagem" contra Goldwater. Ele sugeriu que um outdoor pudesse ser criado com os dizeres "Goldwater em 64 - Hotwater em 65?" com uma nuvem de cogumelo ao fundo. Johnson concordou em dedicar recursos financeiros consideráveis a uma campanha de mídia eletrônica - US$ 3 milhões (equivalente a US$ milhões em 2023) para anúncios de rádio locais e outros US$ 1,7 milhões (equivalente a US$ 15 milhões em 2023) para anúncios de programas de rede de televisão. Em 10 de julho, as pesquisas mostraram Johnson liderando com 77%, contra 18% de Goldwater. No final de julho, os números das pesquisas de Johnson caíram para 62%.
Uma parceria entre a agência de publicidade Doyle Dane Bernbach (DDB) e Tony Schwartz, designer de som e consultor de mídia contratado para o projeto, criou o anúncio "Daisy". A equipe DDB consistia no diretor de arte Sid Myers, o produtor Aaron Ehrlich, o redator sênior Stanley R. Lee e o redator júnior Gene Case. O objetivo do anúncio era transmitir as posições anti-guerra e anti-nuclear de Johnson. Schwartz baseou esse conceito em um anúncio de serviço público anterior que ele criou para as Nações Unidas. Tanto Schwartz quanto a equipe DDB reivindicam o crédito pelos elementos visuais do anúncio, embora seus verdadeiros criadores não estejam claros.

## Sinopse
O anúncio começa com Monique Corzilius, de três anos, parada em um prado no Highbridge Park, em Nova York, colhendo pétalas de uma margarida, contando de um a nove enquanto os pássaros cantam ao fundo. Ela comete vários erros enquanto conta. Uma voz masculina estrondosa é ouvida contando os números de trás para frente a partir de "dez" de maneira semelhante ao início de uma contagem regressiva de lançamento de míssil. Aparentemente em resposta à contagem regressiva, a garota vira a cabeça em direção a um ponto fora da tela e a cena congela.
Conforme a contagem regressiva continua, um zoom do vídeo ainda focaliza o olho direito da garota até que sua pupila preencha a tela, eventualmente escurecendo quando a contagem regressiva chega a zero simultaneamente. Um flash brilhante e um som estrondoso de uma explosão nuclear, com imagens de uma detonação, substitui a escuridão. A cena corta para a filmagem de uma nuvem de cogumelo e, em seguida, para um corte final de uma seção de close-up lento da incandescência na explosão nuclear. Uma narração de Johnson reproduz todas as três partes da filmagem da detonação nuclear, afirmando enfaticamente: "Estas são as apostas! Fazer um mundo onde todos os filhos de Deus possam viver, ou ir para a escuridão. Devemos amar uns aos outros ou devemos morrer." No final da narração, a filmagem da explosão é substituída por letras brancas em uma tela preta, afirmando "Vote em Presidente Johnson em 3 de novembro". Uma narração lê as palavras na tela e acrescenta: "As apostas são muito altas para você ficar em casa".

## Transmissão, impacto e controvérsia
"All I have is a voice

To undo the folded lie,

The romantic lie in the brain

Of the sensual man-in-the-street

And the lie of Authority

Whose buildings grope the sky:

There is no such thing as the State

And no one exists alone;

Hunger allows no choice

To the citizen or the police;

We must love one another or die."

— W. H. Auden
A DDB decidiu transmitir o anúncio no Dia do Trabalho, quando Johnson deveria começar sua campanha formal de outono. "Daisy" foi ao ar como comercial apenas uma vez em 7 de setembro de 1964, transmissão do filme David e Bathsheba no The NBC Monday Movie. Como o filme é baseado em uma história bíblica, é considerado um filme para a família e acredita-se que seja apropriado para o anúncio, já que seu público seria aquele que a campanha de Johnson queria atingir. Foi ao ar às 9:50 PM EST, na crença de que a maioria dos filhos pequenos estaria dormindo, deixando os pais assistindo ao filme. Esperava-se que esses pais visualizassem seus filhos no papel de Corzilius. Ao contrário dos anúncios políticos populares anteriores e dos anúncios de Goldwater, "Daisy" é inteiramente baseado em imagens impressionantes e mudanças repentinas no visual, a falta de música aumentando a sensação de realismo.
Embora inicialmente surpreso com os protestos, Johnson mais tarde ficou muito satisfeito com o anúncio e queria que fosse transmitido novamente, mas Moyers o convenceu de que essa era uma má ideia. Moyers disse mais tarde que o anúncio "cumpriu seu propósito em uma exibição. Repetir teria sido inútil."
Inicialmente, o comercial era conhecido como "Peace, Little Girl". Embora o nome de Goldwater não tenha sido mencionado, muitos políticos e apoiadores republicanos se opuseram ao comercial. No mesmo dia, dirigindo-se a seu comício de campanha em Detroit, Johnson disse, "não se engane, não existe uma 'arma nuclear convencional'... Para [usar um] agora é uma decisão política da mais alta ordem. Isso nos levaria a um caminho incerto de golpes e contra-ataques cujo resultado ninguém pode saber."
O anúncio apareceu em reportagens nos noticiários noturnos e programas de conversação e foi frequentemente reproduzido e analisado por agências de transmissão de notícias da rede. Valenti sugeriu que transmitir o anúncio apenas uma vez foi um movimento calculado. Lloyd Wright, do Comitê Nacional Democrata, disse mais tarde "todos nós percebemos que isso criaria uma grande reação", acrescentando em uma entrevista subsequente que a estratégia de campanha de Johnson foi baseada na definição de Goldwater como "muito impulsivo para confiar nos sistemas de defesa da nação". A revista Time retratou Corzilius na capa de sua edição de setembro. A campanha de Johnson foi amplamente criticada por tentar assustar os eleitores ao insinuar que Goldwater iniciaria uma guerra nuclear. Poucos dias depois de sua transmissão, foi referido como um dos comerciais de televisão mais populares e controversos. A revista Fact pesquisou 12.000 psiquiatras, membros da American Psychiatric Association, perguntando se Goldwater estava "psicologicamente apto para servir como presidente dos Estados Unidos". Aproximadamente 1.800 respostas foram recebidas, entre as quais muitas alegando que Goldwater era um "lunático perigoso" e "esquizofrênico compensado". A publicação desses resultados foi controversa; A Goldwater processou com sucesso e ganhou US$ 75.000 (US$ 584.000) em danos punitivos de Ralph Ginzburg, editor da revista. Isso acabou levando a Associação Psiquiátrica Americana a implementar a "regra Goldwater", que proíbe os psiquiatras de divulgar suas opiniões sobre a saúde mental de uma figura pública, a menos que os tenham examinado pessoalmente e obtido seu consentimento.

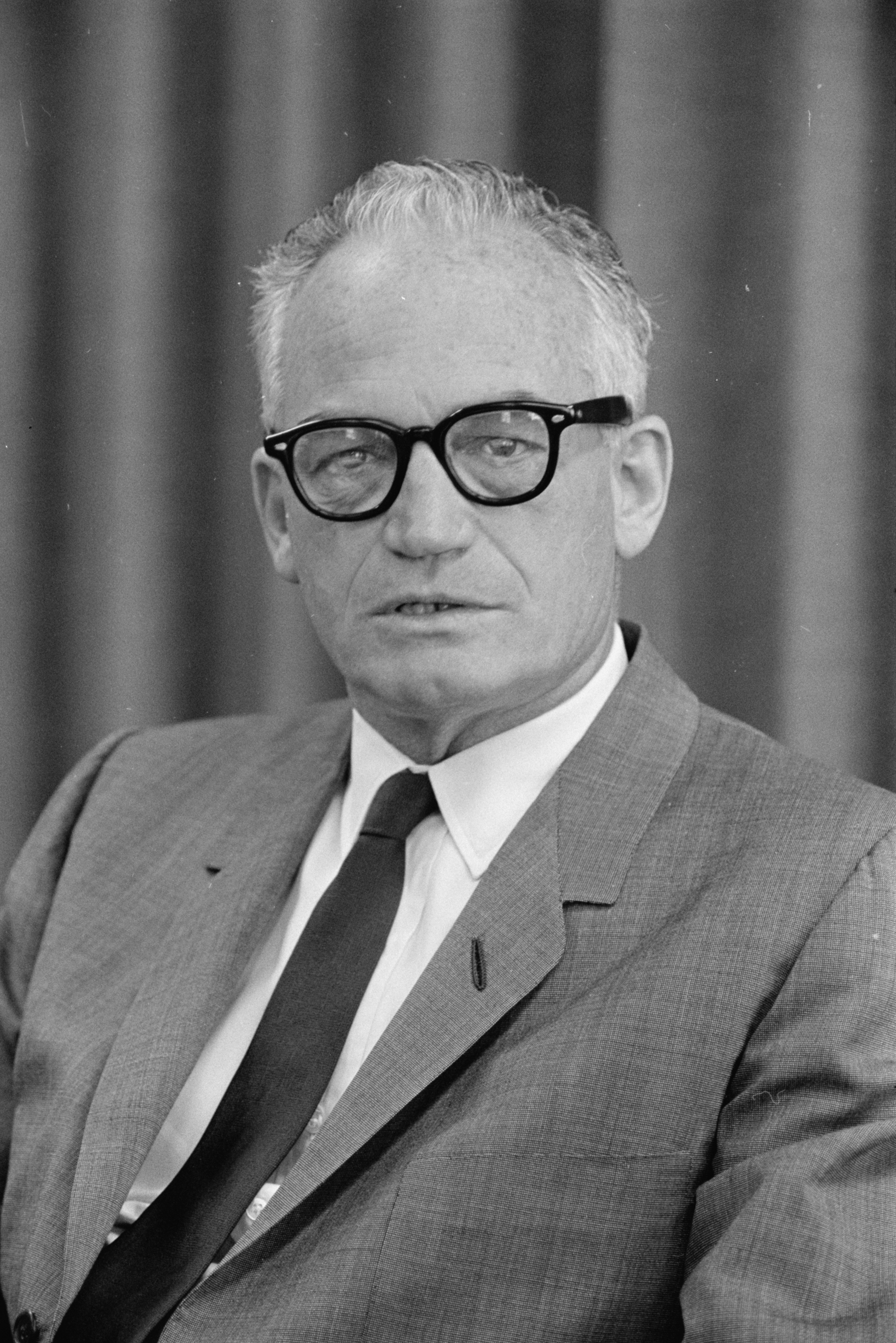
Barry Goldwater em setembro de 1962

Quase três semanas após sua transmissão, Goldwater disse que "os lares da América estão horrorizados e a inteligência dos americanos é insultada por estranhos anúncios de televisão pelos quais esta administração ameaça o fim do mundo, a menos que o sábio Lyndon receba a nação por sua própria vontade". Em seus discursos subsequentes, Goldwater defendeu seus pontos de vista e insistiu que queria "paz por meio da preparação". No final de setembro, ele persuadiu o ex-presidente Dwight D. Eisenhower a aparecer em uma entrevista filmada. Ele perguntou a Eisenhower: "Nossos oponentes estão se referindo a nós como fomentadores da guerra e gostaria de saber qual seria sua opinião sobre isso?" Eisenhower referiu-se às acusações de Johnson como "verdadeiro tommyrot (absurdo)". Embora a audiência exata do comercial seja desconhecida, Robert Mann, autor do livro Daisy Petals and Mushroom Clouds, estima que aproximadamente cem milhões de pessoas o viram. Mann disse: "Um dos aspectos brilhantes do ponto da daisy foi que eles nunca mencionaram Barry Goldwater, nunca mostraram sua imagem, porque não precisavam. O público já tinha muitas informações sobre as posições imprudentes de Goldwater e declarações sobre guerra nuclear e armas nucleares... eles estavam tentando usar o que os eleitores já sabiam."
Alguns dias depois, a campanha de Johnson lançou outro anúncio, conhecido como "anúncio do sorvete". O anúncio começa com uma jovem tomando sorvete, enquanto uma locução feminina alerta para a presença de isótopos radioativos como estrôncio-90 e césio-137, originários de explosões atômicas, na comida. Ela discute o Tratado de Proibição de Testes Nucleares e as posições de Goldwater contra ele, afirmando que se ele for eleito, "eles podem começar a testar (bombas atômicas) novamente". Poucos dias antes da eleição, as pesquisas mostraram Johnson liderando com 61 %, contra 39 % de Goldwater. Johnson venceu a eleição com uma vitória esmagadora, recebendo 486 votos eleitorais contra 52 de Goldwater Johnson recebeu uma das maiores margens de voto popular da história dos Estados Unidos, derrotando Goldwater por quase 15 milhões de votos (22,6%). Na eleição presidencial de 2020, Johnson obteve a maior parcela do voto popular em uma eleição presidencial desde que se espalhou pela primeira vez na eleição de 1824, e o anúncio "Daisy" é considerado um dos fatores mais importantes em seu vitória.

## Uso político e consequências
O anúncio "Daisy" foi usado ou referenciado em várias campanhas políticas desde que foi exibido pela primeira vez e foi um importante ponto de virada na história política e publicitária. Em sua malsucedida campanha presidencial de 1984, o candidato democrata Walter Mondale criou um comercial sobre armas nucleares comunistas secretas no espaço, que vários jornais compararam com "Daisy" porque o anúncio de Mondale tinha um tema nuclear semelhante. Em sua malsucedida campanha presidencial de 1996, o candidato republicano Bob Dole usou um pequeno clipe de "Daisy" em seu comercial "The Threat"; durante a peça, uma narração afirma enfaticamente "Trinta anos atrás, a maior ameaça para ela (a garota 'Daisy') era a guerra nuclear. Hoje, a ameaça são as drogas." Outros usos de "Daisy" incluem a eleição federal australiana de 2007, onde os verdes australianos a refizeram como um de seus anúncios de campanha sobre mudança climática.
Corzilius ficou conhecida publicamente como a garota "Daisy" após a exibição do comercial, embora ela mesma não tenha visto o comercial até os anos 2000, quando o procurou na Internet. Enquanto fazia campanha para a eleição presidencial de 2016, a candidata democrata Hillary Clinton convocou Corzilius para aparecer em uma sequência do anúncio que argumentava que Donald Trump não era competente para controlar armas nucleares.

Quase 25 anos depois que o comercial foi ao ar pela primeira vez, quando questionado se aprovava o comercial de "Daisy", Bill Moyers disse:
Sim, eu fiz, e lamento que estivéssemos na primeira onda do futuro. O anúncio pretendia lembrar os eleitores da prudência de Johnson; não era para fazer você pensar que Barry Goldwater era um fomentador de guerra - mas foi assim que muitas pessoas o interpretaram. Se não me falha a memória, nunca tocamos no Vietnã em nenhum dos pontos políticos. O tempo todo me assombra que Johnson tenha sido retratado como o pacificador naquela campanha, mas ele comprometeu o país em uma longa e sangrenta guerra no Vietnã.